# オールド・サイアム・サー
「オールド・サイアム・サー」（原題：Old Siam Sir）は、1979年にウイングスが発表した楽曲、及び同曲を収録したシングル。

## 概要
ポールには珍しいパンク調の曲で、アルバムから第一弾シングルとしてイギリス限定でカットされた。
当時の音楽シーンを反映した仕上がりにもかかわらず、チャートではイギリスで35位と苦戦をした。
1976年に録音されたデモ音源が残っており、その時はまだ歌詞は無く、タイトルは「Super Big Heatwave」であった。

印象的なキーボードリフはリンダ・マッカートニーによって書かれたものである。彼女はこの曲をアルバムで一番好きな曲に挙げている。

## 歌詞
一説によると、この曲の歌詞のストーリーは、サディスティック・ミカ・バンドの福井ミカと、このセッションのプロデューサーであるクリス・トーマスの関係をモデルにしたものだと言われている。
「タイからイギリスにやってきた女性がそこの男性と駆け落ちした。」という歌詞が、「（ポールにとっては同じ東洋の国である）日本からイギリスにやってきた福井ミカが、クリス・トーマスと駆け落ち（バンドから抜け出して同棲）した。」という事実に重ねることが出来る。